# Messianisme de Habad
El Messianisme de Habad Lubavitx: generalment es refereix a la creença que hi ha entre alguns membres del moviment hassídic Habad, en relació amb l'arribada del Messies jueu. L'objectiu dels messianistes de Habad és donar a conèixer al món en general, i als jueus en particular, que la arribada del Messies és imminent. A més, la paraula també es refereix de manera específica a l'esperança, per part dels messianistes de Habad, de que el darrer Rebe de Habad Lubavitx, el rabí asquenazita Menachem Mendel Schneerson, pot ser el Messies.
El concepte de que el Messies pot venir en qualsevol moment, és una creença bàsica del judaisme. La idea que el líder d'un grup hassídic pot ser el Messies és complexa, i es remunta fins a l'època del rabí Israel Ben Eliezer, el Besht, també anomenat Baal Shem Tov, qui va ser el fundador del hassidisme.
Durant la vida del rabí Menachem Mendel Schneerson molts jueus tenien l'esperança de que el seu Rebe, seria el Messies esperat. Aquesta idea va guanyar gran atenció durant els darrers anys de la vida del rabí Schneerson.
Durant aquells anys, hi havien fortes forces dins del moviment de Habad Lubavitx, liderades per dos executors de la voluntat del Rebe, el rabí Yehuda Krinsky, i el rabí Abraham Shemtov, tots dos van resistir-se al creixement del moviment messiànic.
Després de la mort del Rebe de Habad, hi ha aquells que encara persisteixen en la creença de que el Rebe Menachem Mendel Schneerson pot ser el Messies, aquests són els messianistes de Habad. Alguns creuen que Schneerson ressuscitarà, o es neguen a reconèixer que el Rebe Schneerson va morir, en lloc d'això proclamen que el Rebe segueix encara viu.
L'organització de Habad Lubavitx, anomenada Agudas Chasidei Chabad, així com el consell rabínic governant del moviment Habad-Lubavitx, anomenat Vaad Rabonei Lubavitch, s'oposen tots dos al creixement del moviment messiànic.
Aquest afer ha rebut molta atenció mediàtica negativa a Estats Units. Actualment, segueix generant molta controvèrsia.